# Loir
Der Loir [lwaʁ] (nicht zu verwechseln mit der Loire) ist ein Fluss im Westen Frankreichs, der in den Regionen Centre-Val de Loire und Pays de la Loire verläuft. Er entspringt in der Landschaft Perche, im Gemeindegebiet von Champrond-en-Gâtine, entwässert im Oberlauf nach Ost und Südost, dreht dann aber in die allgemeine Richtung Südwest und mündet nach rund 319 Kilometern bei Briollay, nördlich von Angers, als linker Nebenfluss in die Sarthe.
Entlang seiner Ufer liegen die Weinbaugebiete Coteaux du Loir, Jasnières und Coteaux du Vendômois.

## Durchquerte Départements
- Eure-et-Loir (28)
- Loir-et-Cher (41)
- Sarthe (72)
- Maine-et-Loire (49)

## Nebenflüsse
| Linke Nebenflüsse: - Vallée de Paray 25 km - Conie 32 km - Aigre 31 km - Baignon 27 km - Réveillon 20 km - Houzée 21 km - Brisse 14 km - Fontaine de Sasnières 16 km - Dême 33 km - Escotais 24 km - Fare 38 km - Maulne 29 km - Marconne 21 km - Ris Oui 18 km - Cartes 19 km - Verdun 15 km - Pont Rame 17 km | Rechte Nebenflüsse: - Vallée de Reuse 19 km - Thironne 26 km - Foussarde 31 km - Ozanne 46 km - Yerre 49 km - Egvonne 24 km - Gratteloup 17 km - Boulon 24 km - Braye 75 km - Veuve 26 km - Dinan 17 km - Yre 18 km - Gruau 17 km - Aune 30 km - Argance 20 km - Rodiveau 14 km |

## Orte am Fluss
- Illiers-Combray
- Bonneval
- Châteaudun
- Cloyes-sur-le-Loir
- Vendôme
- Montoire-sur-le-Loir
- Montval-sur-Loir
- Le Lude
- La Flèche
- Durtal
- Seiches-sur-le-Loir
- Soucelles
- Villevêque
- Briollay